# Гагермарш
Гагермарш (нім. Hagermarsch) — громада в Німеччині, розташована в землі Нижня Саксонія. Входить до складу району Аурих. Складова частина об'єднання громад Гаге.
Площа — 22,32 км2. Населення становить 397 ос. (станом на 31 грудня 2021).